# Clute
Clute ist eine Stadt im Bundesstaat Texas der USA. Das U.S. Census Bureau hat bei der Volkszählung 2020 eine Einwohnerzahl von 10.604 ermittelt.

## Geographie
Nach dem United States Census Bureau erstreckt sich die Stadt über eine Fläche von 14,6 km² rund 80 Kilometer südlich von Houston am Golf von Mexiko.

## Geschichte
Clute entstand als Ort an der Verbindungsstelle mehrerer Plantagen. Seinen Namen bekam er als 1881 Soloman J. Clute den Ort erwarb.

## Demografie
Nach der Volkszählung des Jahres 2000 leben in der Stadt 2 564 Familien. Die Bevölkerungsdichte liegt bei 752/km². 64,2 % der Einwohner sehen sich als Weiße, 7,7 % als Schwarze, 0,8 % von indianischer und 1,0 % von asiatischer Abstammung. 23 % bezeichnen sich einer anderen Rasse zugehörig. Als Hispancis oder Latinos betrachten sich 48 %.

Das mittlere Haushaltseinkommen liegt bei 32 622 USD, das mittlere Einkommen einer Familie bei 34 638 USD. Die mittlere Größe eines Haushalts beträgt 2,79, die mittlere Familiengröße 3,35 Personen. 16 % der Einwohner leben unter der Armutsgrenze.